# Мала Іжмора
Мала Іжмо́ра (рос. Малая Ижмора) — село у складі Земетчинського району Пензенської області, Росія.
Населення — 582 особи (2010; 902 у 2002).
Національний склад станом на 2002 рік:
- росіяни — 100 %